# 2006년 FIFA 월드컵 결승전
2006년 FIFA 월드컵 결승전(독일어: Das Finale der Fußball-Weltmeisterschaft 2006)은 2006년 FIFA 월드컵의 우승팀을 가리기 위해 베를린의 올림피아슈타디온에서 열린 축구 경기이다. 이탈리아가 프랑스를 상대로 1 - 1 상황에서 연장전이 끝난 후에 승부차기까지 가는 접전 끝에 사상 네 번째 우승을 차지하였다. 프랑스의 지네딘 지단은 자신의 마지막 A매치 경기가 된 이 경기에서 연장 후반 마르코 마테라치의 가슴에 박치기를 하여 퇴장당했고, 지단의 퇴장은 경기 후반의 흐름에 결정적인 영향을 끼쳤다. FIFA에 따르면, 약 7억 1510만명이 결승전 경기를 시청하였고 인터퍼블릭그룹은 대략 2억 6000만명이 경기를 시청하였다고 분석하였다.

## 결승전 공인구

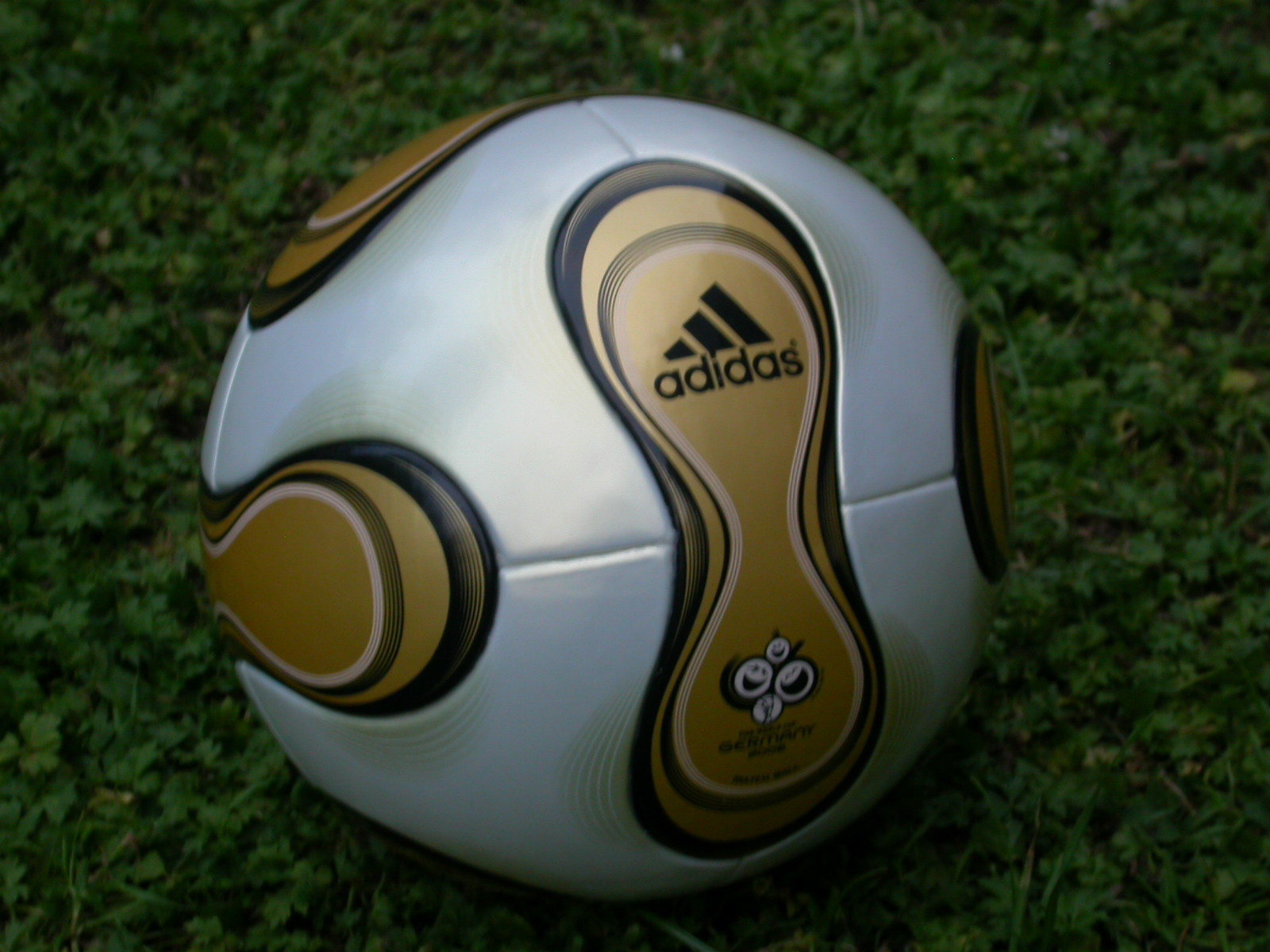
결승전에서 사용된 +팀가이스트 베를린

이번 대회부터는 처음으로 결승전에서 다른 공인구를 사용하게 되었다. 다른 경기에서 사용되는 +팀가이스트가 아니라 트로피를 둥글게 한 부분에 금색을 입혀 사용되었다. 이 대회의 다음 대회인 2010년 남아공 월드컵 결승전에서도 마찬가지로 조블라니가 사용되었다.

## 결승전까지의 과정
프랑스는 1998년 월드컵에서 우승을 차지하였지만 2002년 대회에서 조별 리그 탈락이라는 성적으로 대회 우승 후보 국가로 분류되지 못하였다. 유럽 예선에서 무패로 본선에 진출하였지만 2위인 스위스와 3위인 이스라엘에 승점이 2점 밖에 차이가 나지 않았다. 반면, 이탈리아는 유로 2004 조별 리그에서 탈락하였지만, 유럽 예선을 1위로 통과해 여유롭게 진출에 성공하였다,
독일에서 열린 월드컵 본선에서 프랑스는 스위스, 대한민국, 토고와 상대하여, 첫 두 경기를 2무로 마감하였으나, 토고와의 3차전에서 2 : 0으로 승리함으로써 2위로 조별 리그를 통과하였다. 반면 이탈리아는 가나, 미국, 체코를 상대하여 미국과의 경기에서 크리스티안 차카르도의 자책골을 포함해 오직 한 골만 내주어 2승 1무라는 준수한 성적으로 조별 예선을 1위로 통과하였다.
이탈리아는 "죽음의 조" E조를 1위로 통과한 뒤, 결승 토너먼트에서 비교적 쉬운 상대인 오스트레일리아, 우크라이나, 독일을 각각 16강, 8강, 4강에서 상대하여 단 한점도 내주지 않았다. 특히 독일과의 준결승전에서 경기 연장 후반 3분만에 2골을 넣어 개최국인 독일을 상대로 결승에 진출하였다.프랑스는 우승 후보로 꼽히던 스페인, 브라질, 포르투갈을 상대해 5골을 넣고 1골 만을 허용하여 본선에 진출하였다.
결승전 이전까지 이탈리아는 잔루이지 부폰의 선방 속에 11골을 넣고 1골을 내줬으며 프랑스는 8골을 넣고 2골을 내주었다.
결승전 승리로 이탈리아는 1934년, 1938년, 1982년 이후로 4번째 우승을 차지하여 브라질(우승 횟수 5회)에 이어 두 번째 최다 월드컵 우승을 차지하였다.
| 팀       | 전 | 승 | 무 | 패 | 득 | 실 | 차 | 점 |
| -------- | -- | -- | -- | -- | -- | -- | -- | -- |
| 이탈리아 | 3  | 2  | 1  | 0  | 5  | 1  | +4 | 7  |
| 가나     | 3  | 2  | 0  | 1  | 4  | 3  | +1 | 6  |
| 체코     | 3  | 1  | 0  | 2  | 3  | 4  | −1 | 3  |
| 미국     | 3  | 0  | 1  | 2  | 2  | 6  | −4 | 1  |

| 팀       | 전 | 승 | 무 | 패 | 득 | 실 | 차 | 점 |
| -------- | -- | -- | -- | -- | -- | -- | -- | -- |
| 스위스   | 3  | 2  | 1  | 0  | 4  | 0  | +4 | 7  |
| 프랑스   | 3  | 1  | 2  | 0  | 3  | 1  | +2 | 5  |
| 대한민국 | 3  | 1  | 1  | 1  | 3  | 4  | −1 | 4  |
| 토고     | 3  | 0  | 0  | 3  | 1  | 6  | −5 | 0  |

## 경기 전
결승전 개막식은 국제 스타인 샤키라와 위클리프 진이 출연하였고, 대나무 버전으로 불리는 특수 버전으로 "Hips Don't Lie"을 공연하였다.

## 경기 요약

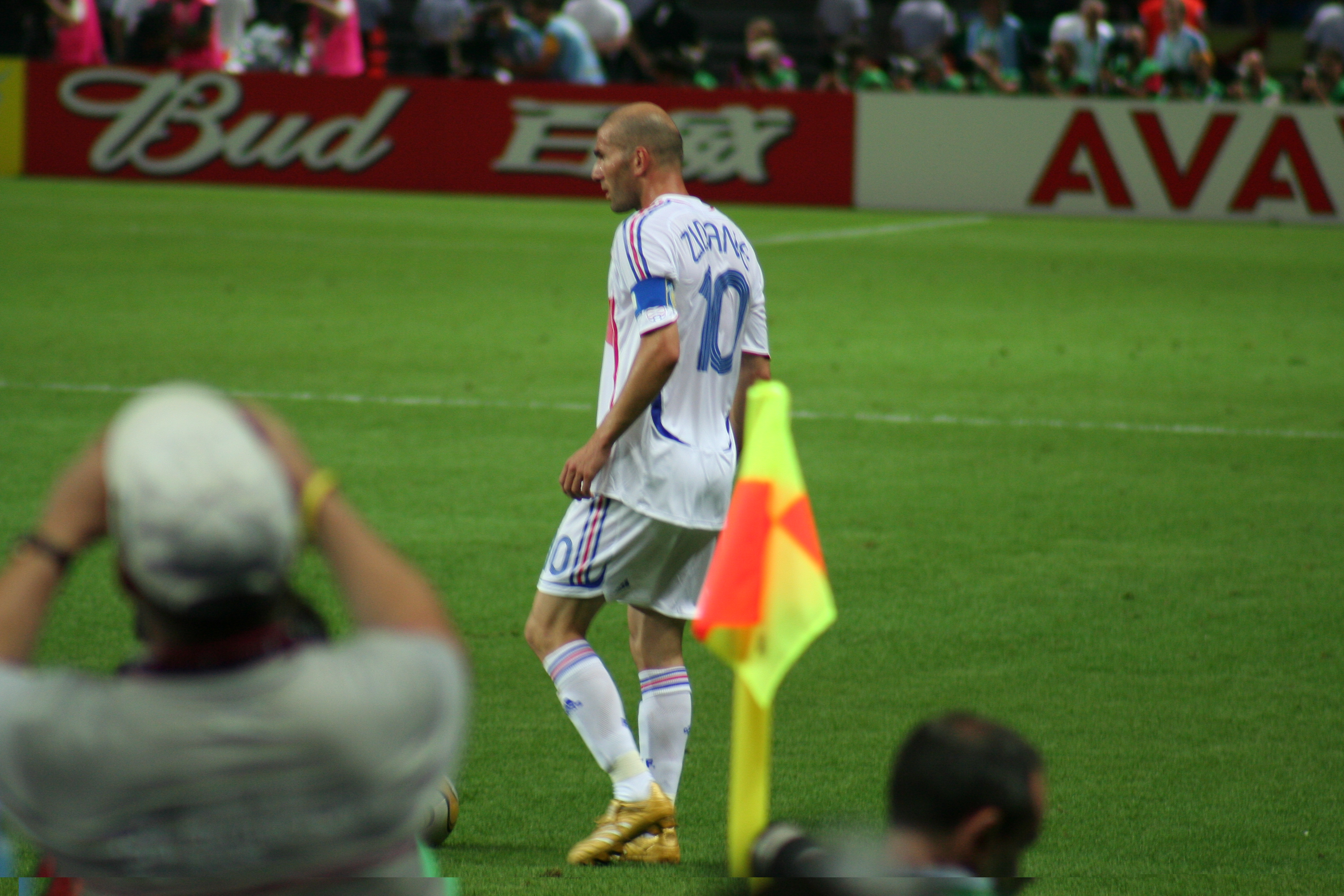
2006년 FIFA 월드컵 결승전의 지단

결승전은 초반 20분 간 양팀이 서로 한골 씩을 주고 받으며 시작하였다. 프랑스의 지네딘 지단이 플로랑 말루다가 마르코 마테라치를 상대로 얻어낸 페널티킥을 역동작으로 골키퍼를 속이며 전반 7분 만에 첫 골을 성공시켰다. 얼마 지나지 않아 크로스바 아래를 노려보던 마르코 마테라치가 공으로 골망을 건드렸다. 마테라치는 19분에 안드레아 피를로가 우측 코너플래그에서 배급한 공을 5.5미터 거리에서 헤딩으로 연결해 동점골을 기록하였고, 승부를 원점으로 돌렸다. 양 팀 모두 정규시간에 추가골을 기록할 기회를 잡았다. 루카 토니는 35분에 이탈리아가 잡은 기회를 크로스바 강타로 날려버렸고, 이후 헤딩은 오프사이드로 무효화되었으며, 한편 프랑스는 53분에 플로랑 말루다가 박스 안에서 수비하던 잔루카 참브로타의 태클을 받아 넘어져 페널티킥을 또 얻어낼 수 있었으나, 주심이 호루라기를 불지 않았다. 프랑스는 더 많은 유효 슈팅을 기록해 승리할 기회를 더 잡았었다. 그러나, 이를 연결시키지 못하였고, 경기는 정규시간 동안 1골씩 주고받은 것으로 끝났다.
정규 시간 90분이 종료되었을 때, 점수는 1-1이었고, 그에 따라 경기는 연장전으로 이어졌다. 이탈리아 수문장 잔루이지 부폰은 연장전에서 지단의 헤딩을 크로스바 위로 넘겨버려리는 결정적인 선방을 하였다.

### 지단의 퇴장
지단과 마테라치가 그라운드 위에서 가까이 주행하던 도중, 서로 접근해 대화를 나누다가 지단은 마테라치가 유니폼을 잡아당긴 뒤 그로부터 멀리 떨어졌다. 얼마 후, 지단은 갑자기 멈춰서 뒤를 돌아본 후, 마테라치의 가슴을 머리로 박아 피치 위에 나뒹굴게 만들었다. 경기가 진행되는 와중은 아니였고, 오라시오 엘리손도는 이 논쟁을 관전하지 않은 것으로 보였다. 경기 심판진들의 리포트에 따르면, 루이스 메디나 칸탈레호 대기심이 엘리손도에게 자신의 헤드셋으로 엘리손도에게 상황을 보고한 것으로 나왔다.
부심들과의 토론 끝에, 엘리손도는 110분에 지단에게 레드카드를 보였다. 이로써 지단은 현역 통산 14번째 퇴장을 당하게 되었고, 카메룬의 리고베르 송과 함께 두번의 다른 FIFA 월드컵 대회에서 퇴장당한 선수라는 불명예스러운 기록을 남겼다. 그는 FIFA 월드컵 결승전에서 퇴장당한 4번째 선수이기도 하며, 결승전의 연장전에서 퇴장당한 선수로는 그가 처음이다.

### 승부차기
연장전에서도 득점이 나지 않음에 따라, 경기는 승부차기로 이어졌고, 이탈리아가 여기에서 5-3으로 이겼다. 앞서 UEFA 유로 2000 결승전에서 이탈리아를 상대로 골든골을 넣은 전적이 있는 프랑스의 다비드 트레제게는 양팀 키커들을 통틀어 유일하게 실축한 선수였다. 그의 킥은 크로스바를 강타했다.

## 경기

### 상세 정보
| 이탈리아                                         | 1 – 1 (연장전) | 프랑스                            |
| ------------------------------------------------ | -------------- | --------------------------------- |
| 마테라치 19′                                     | 리포트         | 7′ (페널티골) 지단                |
| 승부차기                                         |                |                                   |
| 피를로 · 마테라치 · 데 로시 · 델 피에로 · 그로소 | 5 – 3          | 윌토르 · 트레제게 · 아비달 · 사뇰 |

| 이탈리아 | 프랑스 |

| GK            | 1  | 잔루이지 부폰          |    |     |
| RB            | 19 | 잔루카 참브로타        | 5′ |     |
| CB            | 5  | 파비오 칸나바로 (주장) |    |     |
| CB            | 23 | 마르코 마테라치        |    |     |
| LB            | 3  | 파비오 그로소          |    |     |
| RM            | 16 | 마우로 카모라네시      |    | 86′ |
| CM            | 8  | 젠나로 가투소          |    |     |
| CM            | 21 | 안드레아 피를로        |    |     |
| LM            | 20 | 시모네 페로타          |    | 61′ |
| AM            | 10 | 프란체스코 토티        |    | 61′ |
| CF            | 9  | 루카 토니              |    |     |
| 교체 선수:    |    |                        |    |     |
| MF            | 4  | 다니엘레 데 로시       |    | 61′ |
| FW            | 15 | 빈첸초 이아퀸타        |    | 61′ |
| FW            | 7  | 알레산드로 델 피에로   |    | 86′ |
| 감독:         |    |                        |    |     |
| 마르첼로 리피 |    |                        |    |     |

| GK              | 16 | 파비앵 바르테즈    |      |      |
| RB              | 19 | 윌리 사뇰          | 12′  |      |
| CB              | 15 | 릴리앙 튀랑        |      |      |
| CB              | 5  | 윌리암 갈라스      |      |      |
| LB              | 3  | 에리크 아비달      |      |      |
| CM              | 4  | 파트리크 비에이라  |      | 56′  |
| CM              | 6  | 클로드 마켈렐레    | 76′  |      |
| RW              | 22 | 프랑크 리베리      |      | 100′ |
| AM              | 10 | 지네딘 지단 (주장) | 110′ |      |
| LW              | 7  | 플로랑 말루다      | 111′ |      |
| CF              | 12 | 티에리 앙리        |      | 107′ |
| 교체 선수:      |    |                    |      |      |
| MF              | 18 | 알루 디아라        |      | 56′  |
| FW              | 20 | 다비드 트레제게    |      | 100′ |
| FW              | 11 | 실뱅 윌토르        |      | 107′ |
| 감독:           |    |                    |      |      |
| 레이몽 도메네크 |    |                    |      |      |

| 맨 오브 더 매치: 안드레아 피를로 (이탈리아) 부심: 다리오 가르시아 (아르헨티나) 로돌포 오테로 (아르헨티나) 대기심: 루이스 메디나 칸탈레호 (스페인) 후보 대기심: 빅토리아노 히랄데스 카라스코 (스페인) | 경기 규정: - 90분 - 필요시 연장전 30분 - 연장전 후에도 동점시 승부차기 - 최대 3명 교체 가능 |

### 통계
|            | 이탈리아 | 프랑스 |
| ---------- | -------- | ------ |
| 득점       | 1        | 1      |
| 슈팅       | 5        | 13     |
| 유효 슈팅  | 3        | 6      |
| 점유율     | 55%      | 45%    |
| 코너킥     | 5        | 7      |
| 반칙       | 17       | 24     |
| 오프사이드 | 4        | 2      |
| 경고       | 1        | 3      |
| 퇴장       | 0        | 1      |

## 결과
이번 결승전은 1978년 이후로는 처음으로 독일이나 브라질 두 팀중 한팀도 올라오지 못한 첫 결승전 (1938년 이후로는 두번째) 이었다. 이번 결승전은 이탈리아가 우승을 거둔 1982년 FIFA 월드컵 이래 열린 유럽팀들 간의 결승전이며, 1994년 FIFA 월드컵에 이어 승부차기로 우승팀이 결정된 두번째 결승전이었다. (1994년 결승전에서는 이탈리아가 패하였다.) 또한 이탈리아는 24년만에 처음으로 세계 정상에 올랐고, 통산 4번째 우승으로 독일/서독의 월드컵 우승 횟수를 앞질렀고, 브라질보다 1번 우승을 덜 거둔 팀이 되었다. 이탈리아는 승부차기에서의 승리로 FIFA 월드컵 본선에서 승부차기 마수걸이 승을 기록하였다. 이탈리아는 이전에 승부차기를 3경기 (1994년 결승전을 포함하여) 치렀으나, 3번 모두 패하였었다. 그리고 이탈리아는 1998년 FIFA 월드컵 8강전에서도 프랑스를 만나 팽팽한 대결 끝에 승부차기에서 패배하여 짐을 싼 적이 있었는데, 이 결승전에서도 승부차기까지 갔지만 결국 승리하고 우승하면서, 지난 그 월드컵 8강전 승부차기 패배를 깨끗이 설욕하는데 성공했다. 이 대회 우승의 여파로 이탈리아는 2007년 2월에 FIFA 랭킹이 1위로 상승하였고, 이는 이탈리아가 1993년 11월 이후 처음으로 오른 자리였다.

## 시청자 통계
FIFA에 따르면, 전세계의 7억 1510만명이 대회 결승전을 시청하였다. IPG의 독립 대리 매체인 이니시에이티브 월드와이드는 전세계의 2억 6000만명이 시청한 것으로 추산하였다. 독립 단체인 이니시에이티브 퓨처스 스포츠 + 엔터테인먼트는 시청자를 3억 2200만명으로 추산하고 있다.

## 경기 후

### 지단의 해명
비디오 증거를 통해 마테라치가 언행으로 지단을 도발했다는 의견이 나왔고, 영국 언론지 3사는 독순법 전문가를 초빙해 마테라치의 발언 내용을 알아내기 위해 타임스, 더 선, 그리고 데일리 스타와 인터뷰하였고, 마테라치가 지단을 "테러리스트 매춘부의 아들"이라고 부른 것으로 주장하였다. 2008년, 더 선과 데일리 스타는 마테라치에 공개적으로 사죄하였고, 마테라치는 영국 언론 3사를 상대로 당한 명예훼손에 대해 배상받았다.
지단은 그를 도발했던 어머니에 대한 반복적이고 강력한 모욕에 대해 부분적으로만 해명하였다. 마테라치는 지단에 대한 모욕에 대해 인정하였으나, 지단으로부터 이룬 업적이 미미했다고 거만한 태도로 응했다며 고집하였다. 마테라치는 "저는 그의 어머니에 대해 말을 꺼내지도 않았습니다. 저는 15세때 모친상을 당했고, 어머니에 대해 말을 할 때마다 감정적이게 됩니다." 라고 자신이 (당시 편찮았던) 지단의 어머니를 모욕하지 않았다고 주장하였다.
지단은 이후 사죄하였으나, 그의 행동을 후회하지 않는다고 덧붙였는데, 그 행동이 마테라치의 행동을 속죄할 수 있다고 생각했기 때문이었다. 2달 후, 마테라치는 자신의 관점에서 상황을 설명하였고, 자신이 지단의 유니폼을 잡았을 때 지단이 "내 유니폼을 원하면, 경기가 끝나고 주겠다"라고 상기시켰고, 그러자 그는 지단에게 차라리 누이를 더 원한다고 응답하였으나, 인터뷰 도중에 그는 당시 지단이 누이가 있는지조차 몰랐다고 주장하였다. 사건이 발생한지 1년도 더 지난 후, 마테라치가 실제로 지단에게 발언한 것이 "나는 매춘부인 네 누이가 더 좋다."인 것으로 확인되었다.

### 반응
결승전 후, 자크 시라크 프랑스 대통령은 지단을 "결단력 있는 마음의 인물"이라는 호칭을 붙였다. 시라크는 그가 가한 행동이 용납될 수 없다고 덧붙였으나, 지단이 도발당했다는 것을 이해했다. 그러나, 르 피가로 프랑스 언론은 박치기에 대해 "혐오스럽고 용납할 수 없는" 행동이었다고 질타했다. 타임지는 유럽의 "다인종 갈등"에 대한 상징적인 사건으로 묘사하였다. 계속되는 그에 대한 비난 여론에도 불구하고, 지단의 협찬사들은 그와 계약을 이어나가기로 결정하였다.
이 사건은 온라인 대중문화에서 풍자 대상이 되었다. 패밀리 가이는 브라이언 일병 구하기 편에서 지단이 생일 케이크를 운반하는 노파에게 박치기를 한 것으로 나온다. 더 나아가서, 다수 온라인 비디오와 GIF 파일에서 필수 요소로 사용되었고, 박치기 (Coup de Boule) 라는 제목을 가진 노블티송이 한때 프랑스 빌보드 차트 1위에 오르기도 했다.
지단 사건에 대해, FIFA은 상벌위원회를 통해 사건 수사를 추진하였다. 반론으로 FIFA는 엘리손도가 지단을 퇴장시키는 과정에서 칸탈레호가 규칙을 무시하고 전송된 비디오를 통해 지단의 비신사적인 행동에 대해 응수했다고 단정지었다. FIFA는 마테라치에게 CHF5,000의 벌금을 부과하고, 2경기 출장정지령을 내렸고, 지단에게는 본래 3경기 출장정지령과, CHF7,500의 벌금령을 내렸다. 지단은 이미 은퇴함에 따라, 출장 정지 징계를 받는 대신 3일간 FIFA를 대표로 하여 봉사활동에 참가하게 되었다.
베스마 라우리 기자는 2008년 9월에 지단의 숨겨진 면을 저서하였고, 지단은 그의 사촌과의 대회에서 이 사건을 후회한다는 감정을 표출하였다고 주장했다.
2009년 10월, 프랑스 라디오 방송 RTL과의 인터뷰에서 지단은 "끔찍한 도발에 대해서 잊어서는 안됩니다. 저는 특정 대상을 도발하지 않았습니다. 저는 절대로 하지 않았습니다. 끔찍한 일이고, 그것에 반응하는 것은 최선의 일이 아닙니다." 라고 표의하였다.

## 같이 보기
- 이탈리아의 FIFA 월드컵 성적